# Финская гончая
Финская гончая (фин. suomenajokoira) — порода гончих охотничьих собак, распространённая в Финляндии и Скандинавии. Используется для охоты на зайца и лису.

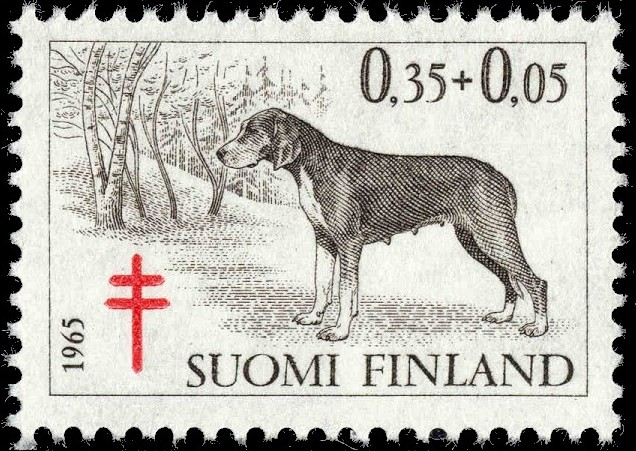

## История породы
Финская гончая сформировалась на основе многочисленных пород, ввезённых в Финляндию начиная с XVIII века. В числе её предков английские фоксхаунды, харьеры, керри-бигли, немецкие, английские и швейцарские гончие, русские арлекины и костромские гончие. Первые упоминания о финских гончих относятся к 1850 году, но наиболее важную роль в судьбе породы сыграл живший в Пори ювелир Таммелин. В 1870 году он начал разведение и селекцию финских гончих и получил в общей сложности 23 поколения (1762 собаки). Отбор был нацелен на закрепление отличных рабочих качеств, приспособленность к условиям суровой снежной зимы. Внешний вид собаки учитывался в меньшей степени, но в стандарте породы, утверждённом финским кеннел-клубом в 1932 году, был окончательно закреплен трёхцветный окрас.
Порода признана Международной кинологической федерацией в 1954 году.

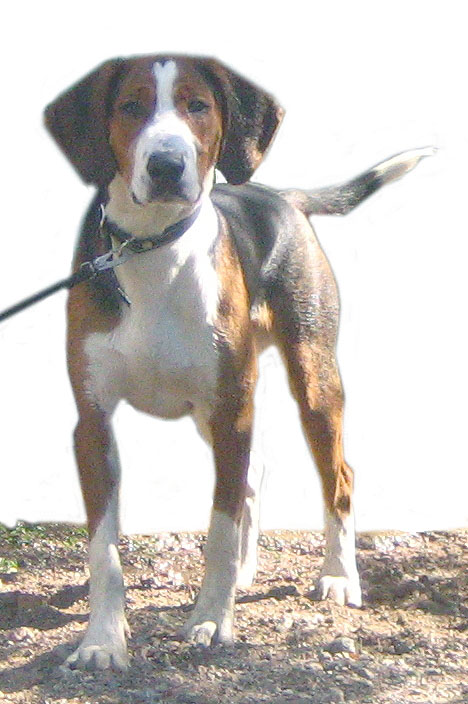

## Внешний вид
Финская гончая — сильная, но не тяжёлая собака несколько удлинённого формата. Голова красивая, пропорциональная, морда довольно длинная. Глаза овальные, тёмные, спокойные, вертикальная борозда между глазами отчётливо видна. Примечательные уши длинные, в нижней части завернутые внутрь, чем-то напоминают крылья. Хвост длинный, посажен низко, никогда не поднимается выше уровня спины. Лапы собранные и плотные, между подушечками растёт шерсть, которая защищает лапы от порезов льдом.
У финской гончей двойная шерсть, с плотным подшёрстком и жестковатым остевым волосом средней длины; такая шерсть защищает собаку от влаги и мороза. Трёхцветный окрас образован белыми пятнами на чепрачном чёрно-рыжем фоне ярких тонов.

## Темперамент и использование
Неутомимость и желание работать считаются особенностью финской гончей. Собаки используются для гона зайца и лисицы, но могут работать и по волку, еноту, рыси, и даже по оленю и лосю. Молодые собаки интересуются и пернатой дичью. Финская гончая работает самостоятельно, использует нюх и зрение. Обнаружив след, по нему находит лёжку, поднимает дичь и с громким лаем гонит к охотнику. В поиске зверя собаки могут отходить от охотника на расстояние в несколько километров.
Собакам этой породы необходимо предоставить возможность много двигаться на природе и реализовывать их естественную склонность к охоте. Вне охоты финские гончие спокойны, дружелюбны к людям и другим собакам и несколько флегматичны.